# Jakob Groh
Jakob Groh (14. května 1855, Rumburk – 17. února 1917, Vídeň, Rakousko-Uhersko) byl rakouský grafik.

## Život
Narodil se v severočeském Rumburku v rodině ze které vzešlo několik sochařů, řezbářů a hudebníků. Po absolvování uměleckoprůmyslové školy ve Vídni (německy Kunstgewerbeschule Wien) podnikl četné studijní cesty do Itálie, Švédska a Norska aj., kde se seznámil s motivy svých ilustrací pro reprezentativní publikace: Die Kunstschätze Italiens (1882–1885), Österreichisch-Ungarische Monarchie in Wort und Bild (1886–1902) a Das rumänische Königsschloss Pelesch (1893). Proslavil se zejména rytinami podle portrétů a slavných děl z dějin výtvarného umění. S podporou císaře Františka Josefa I. vytvořil rovněž portréty jeho předků. Zároveň Groh vyučoval grafiku na vídeňském ústavu Lehr- und Versuchsanstalt für Graphik. V hlavním městě monarchie působil až do své smrti 17. února 1917.

## Dílo
- Jahrbuch der Kunsthistorischen Sammlungen des Allerhöchsten Kaiserhauses
- Maria Theresia nach Meytens
- Marie Antoinette nach Lebrun